# Подулака
Подулака (словен. Podulaka) — поселення в общині Велике Лаще, Осреднєсловенський регіон, Словенія. 
Висота над рівнем моря: 573 м.